# Viddalba
Viddalba (galurski: Vidda 'ècchja) je grad i općina (comune) u pokrajini Sassariju u regiji Sardiniji, Italija. Nalazi se na nadmorskoj visini od 22 metra i ima 1 718 stanovnika.
 Prostire se na 50,41 km². Gustoća naseljenosti je 34 st/km².
Susjedne općine su: Aggius, Badesi, Bortigiadas, Trinità d'Agultu e Vignola, Santa Maria Coghinas i Valledoria.